# Fabián Orellana
Fabián Ariel Orellana Valenzuela (Santiago, 1986. január 27. –) chilei válogatott labdarúgó, az SD Eibar játékosa, kölcsönben a Valencia CF csapatától. Szélső középpályás.

## Külső hivatkozások
- Fabián Orellana a national-football-teams.com honlapján